# Thuyết âm mưu UFO
Thuyết âm mưu UFO cho rằng các chính phủ và chính trị gia khác nhau trên toàn cầu, đặc biệt là các quan chức của Washington, D.C., đang lấp liếm bằng chứng về vật thể bay không xác định (UFO) ngoài Trái Đất và du khách ngoài hành tinh. Những thuyết âm mưu như vậy thường cho rằng các chính phủ Trái Đất, nhất là Chính phủ Mỹ, đang giao tiếp hoặc hợp tác với người ngoài hành tinh bất chấp những tuyên bố ngược lại của công chúng, và xa hơn nữa là một số giả thuyết này còn cho rằng chính phủ rõ ràng đang cho phép người ngoài hành tinh bắt cóc cư dân Trái Đất nhằm phục vụ cho mục đích riêng của họ tùy từng chủng tộc.
Nhiều ý tưởng của thuyết âm mưu UFO khác nhau đã nở rộ trên Internet và thường xuyên được đưa vào chương trình Coast to Coast AM của Art Bell. Những cá nhân đã công khai rằng bằng chứng UFO đang bị chính phủ ngăn cấm bao gồm Thượng nghị sĩ Barry Goldwater, Đô đốc Anh Lord Hill-Norton (cựu lãnh đạo NATO và tham mưu trưởng Bộ Quốc phòng Anh), Phó Đô đốc Roscoe H. Hillenkoetter (Giám đốc CIA đầu tiên), phi hành gia Gordon Cooper và Edgar Mitchell, và cựu Bộ trưởng Quốc phòng Canada Paul Hellyer. Ngoài lời khai và báo cáo của mình ra, họ không đưa ra được bằng chứng nào để chứng minh cho các tuyên bố và lời xác nhận của họ. Theo Ủy ban Điều tra Hoài nghi, có rất ít hoặc không có bằng chứng nào trợ giúp cho họ dù các cơ quan khoa học phi chính phủ đã có những nghiên cứu đáng kể về chủ đề này trong suốt nhiều năm qua.
Trong các tác phẩm hư cấu và khoa học viễn tưởng, các chương trình truyền hình (như The X-Files, Stargate và Project Blue Book), phim (chẳng hạn như Men in Black và Independence Day), và bất kỳ tiểu thuyết nào đều có chứa đựng ít nhiều yếu tố của thuyết âm mưu UFO. Các yếu tố hư cấu có thể bao gồm những tay mật vụ xấu xa của chính phủ từ những gã áo đen bí ẩn, các căn cứ quân sự được gọi là Khu vực 51, RAF Rudloe Manor hoặc Porton Down, một địa điểm được đồn đại là có đĩa bay gặp nạn ở Roswell, New Mexico, biến cố ở Rừng Rendlesham, một ủy ban chính trị được mệnh danh là "Majestic 12", hoặc cơ quan kế nhiệm Ban Công tác Đĩa bay thuộc Bộ Quốc phòng Anh (FSWP). Cuốn tiểu thuyết Âm mưu ngày tận thế của Sidney Sheldon cũng có những tình tiết liên quan đến thuyết âm mưu UFO nằm trong cốt truyện của nó.